# Pisočyn
Pisočyn (ukrajinsky Пісочин, rusky Песочин – Pesočin) je sídlo městského typu v Charkovské oblasti na Ukrajině. K roku 2022 měl přes třiadvacet tisíc obyvatel.

## Poloha a doprava
Pisočyn leží na Udě, pravém přítoku Severního Doňce v povodí Donu, a to převážně na jejím pravém břehu, kde se také nachází jeho historické centrum. Na východě sousedí přímo s Charkovem.
Pisočyn má stanici na železniční trati Boršči – Charkov a prochází přes něj dálnice M 03 z Kyjeva přes Poltavu do Charkova, která dále pokračuje přes Izjum a Antracyt k rusko-ukrajinské hranici na Donbase. Po ní je zde zároveň vedena Evropská silnice E40.

## Dějiny
První zmínka o obci je z roku 1732. Od roku 1938 má status sídla městského typu. Za druhé světové války byla obec od konce října 1941 do poloviny února 1943 a od začátku března do 29. srpna 1943 obsazena německou armádou. Zpět byla dobyta 89. gardovou střeleckou divizí Rudé armády.